# De Witt (Misuri)
De Witt es una ciudad ubicada en el condado de Carroll en el estado estadounidense de Misuri. En el Censo de 2010 tenía una población de 124 habitantes y una densidad poblacional de 198,66 personas por km².

## Geografía
De Witt se encuentra ubicada en las coordenadas 39°23′6″N 93°13′12″O / 39.38500, -93.22000. Según la Oficina del Censo de los Estados Unidos, De Witt tiene una superficie total de 0.62 km², de la cual 0.62 km² corresponden a tierra firme y (0%) 0 km² es agua.

## Demografía
Según el censo de 2010, había 124 personas residiendo en De Witt. La densidad de población era de 198,66 hab./km². De los 124 habitantes, De Witt estaba compuesto por el 90.32% blancos, el 5.65% eran afroamericanos, el 0% eran amerindios, el 0% eran asiáticos, el 0% eran isleños del Pacífico, el 0% eran de otras razas y el 4.03% pertenecían a dos o más razas. Del total de la población el 0.81% eran hispanos o latinos de cualquier raza.